# 八流の滝
八流の滝（はちりゅうのたき）は、福島県須賀川市小倉向山にある滝。別名「網ノ輪滝」。

## 概要
名前の由来は川の水が八つに分かれて流れ落ちることから。冬になると完全に凍りつくこともあり、その造形美がメディアなとで取り上げられることがある。
松尾芭蕉がおくのほそ道の旅でこの地を訪れたと伝わる他、江戸時代末期の女流俳人市原多代女も句を残している。

## 俳句
- 眼に散て向ひかねけり滝の月（市原多代女）

## 周辺
- 網の輪隧道 - 江戸時代頃の素掘りのトンネル
- 和田大仏及び横穴墓群
- 須賀川牡丹園

## 交通アクセス
- 鉄道 - JR水郡線 小塩江駅徒歩30分
- 車 - JR水郡線小塩江駅から福島県道141号玉川田村線を経由して車と徒歩で約10分